# Wonderful Colors
『Wonderful Colors』（ワンダフル・カラーズ）は、岡本真夜の2枚目のミニアルバム。2006年1月25日に発売された。販売元はavex io。

## 概要
- 先行シングル曲「いつかきっと」を収録。
- 2015年現在、『Crystal Scenery』シリーズ以外でのミニアルバムリリースは本作のみである。

## 収録曲
作詞・作曲：岡本真夜、編曲：武部聡志（特記以外）
1. 星になるまで
  - 米倉千尋への提供曲のセルフカバー
2. いつかきっと
  - 18thシングル、映画『チキン・リトル』日本語吹き替え版エンディングテーマ
3. 春風
4. 君へ帰ろう
  - 小山薫堂の家を考えるサイト「イエラボ」テーマソング
5. dancing of moon-light
編曲：村田陽一
6. 手紙
  - 岩崎宏美への提供曲のセルフカバー